# عبد الله بن محمد بن أسماء
عبد الله بن محمد بن أسماء بن عبيد بن مخارق، أبو عبد الرحمن الضبعي البصري (143هـ - 231 هـ)، من أئمة الحديث الثقات، وهو ابن أخي جويرية بن أسماء، قال الذهبي: «الإمام الحافظ القدوة الرباني»، توفي سنة مائتين وإحدى وثلاثين هجرية.

## روايته للحديث النبوي
- روى عن: جعفر بن سليمان الضبعي، وعمه جويرية بن أسماء وحفص بن غياث وعبد الله بن المبارك وعبد الرحمن بن محمد المحاربي، ومسكين بن ميمون الرملي ومهدي بن ميمون.
- روى عنه: البخاري، ومسلم وأبو داود وإبراهيم بن عبد الله ابن الجنيد وإبراهيم بن فهد الساجي، وإبراهيم بن نصر بن عبد الرزاق البزاز وأحمد بن سعد بن أبي مريم وأبو يعلى أحمد بن علي بن المثنى الموصلي وأحمد بن علي بن مسلم الابار وأبو بكر أحمد بن عمرو بن أبي عاصم والحسن بن أحمد بن حبيب الكرماني والحسن بن سفيان وسعيد بن نصير، وسوار بن سهل القرشي وعباس بن عبد العظيم العنبري وعبيد الله ابن جرير بن جبلة وأبو زرعة عبيد الله بن عبد الكريم الرازي وعثمان بن خرزاذ الأنطاكي وعمر بن منصور النسائي وأبو خليفة الفضل بن الحباب الجمحي، ومحمد بن إبراهيم بن سعيد البوشنجي وأبو حاتم محمد بن إدريس الرازي وأبو بكر محمد بن إسماعيل الطبراني ومحمد بن الحسين البرجلاني، ومحمد بن مسلم بن وارة الرازي ومحمد بن يحيى الذهلي ومعاذ بن المثنى بن معاذ العنبري وموسى بن هارون الحافظ ويعقوب بن سفيان الفارسي ويعقوب بن شيبة السدوسي ويوسف بن يعقوب القاضي.[3]

## أقوال العلماء فيه
الجرح والتعديل
- أبو زرعة الرازي: لا بأس به، شيخ صالح.
- ابن أبي حاتم الرازي: ثقة، ونقل أنه أفضل أهل البصرة.
- ابن حجر العسقلاني: ثقة جليل.
- عبد الباقي بن قانع البغدادي: ثقة.
- عبد الله بن أحمد الدورقي: لم أر بالبصرة أفضل منه.
- علي بن المديني: سئل عنه فعظم شأنه.